# Panzerbrigade 113
De Duitse Panzerbrigade 113 was een Duitse Panzerbrigade van de Wehrmacht tijdens de Tweede Wereldoorlog. De brigade werd alleen ingezet in Lotharingen en kwam in actie tijdens de Slag om Arracourt.

## Krijgsgeschiedenis

### Oprichting
Panzerbrigade 113 werd opgericht op 2 september 1944 op oefenterrein Wildflecken (en deels op Grafenwöhr).

Eigenlijk was de brigade al deels opgezet in Wehrkreis XII in het voorjaar als een “Walküre”-eenheid.

### Inzet
De brigade werd vanaf 8 september naar het gebied rond Colmar-Belfort worden gebracht, onder Heeresgruppe G. Het spoortransport had met veel omleidingen en vertragingen te maken en ook alleen ’s nachts kon gereden worden. De brigade verzamelde zich pas tot 14 september 1944 in Lotharingen. De volgende dag volgde verder transport naar het Marne-Rijnkanaal ten oosten van Lunéville. Het 5e Pantserleger had hier 2 Pantserkorpsen gereed staan om de opmars van het US 3e Leger tot staan te brengen. Daar nam de brigade, aan de linkerflank van de 15e Panzergrenadierdivisie, deel aan in de gevechten rond Lunéville. Na de gevechten om het gebied ten noordoosten van Thiébauménil ten noorden van Domjevin, moest de brigade aan het 58e Pantserkorps, onder generaal van de Panzertruppe Walter Krüger, worden toegevoegd. Dit stond in zware verdedigingsgevechten ten noorden van het Marne-Rijnkanaal in het gebied ten zuiden van Arracourt. Van 22 tot 24 september, in verschillende slagen in het gebied ten zuidoosten van Juvelize - Château-Salins, lukte het de ring rond Arracourt te verkleinen tot een kloof van 3 tot 4 kilometer. Op 23 september sneuvelde de commandant, Oberst Freiherr Erich von Seckendorf bij Lagarde. De aanval moest worden gestopt op 28 en 29 september, toen het goede weer het mogelijk maakte Amerikaanse jachtbommenwerpers in te zetten. Begin oktober werd de brigade bij Château-Salins uit de linie genomen, aangezien deze vrijwel volledig vernietigd was.

### Einde
Panzerbrigade 113 werd op 1 oktober 1944 opgeheven. Panzerabteilung 2111 op 1 oktober ter opfrissing naar Wehrkreis XIII verplaatst en later gebruikt voor het opfrissen II./Pz.Rgt. 10 bij de 8e Panzerdivisie bij Heeresgruppe A. Het I./Panzer-Lehr-Regiment 130 ging terug naar de Panzer-Lehr-Division. Panzergrenadierregiment 2111 werd 1 oktober in de 15e Panzergrenadierdivisie ingevoegd. Brigade-eenheden 2111 werden al in september in de 11e Panzerdivisie ingevoegd.

### Slagorde
- Panzerabteilung 2113 met 4 compagnieën (3 Panzer IV tank compagnieën (45 stuks), 1 Sturmgeschütz compagnie (10 stuks)) en 8 Flakpanzers
- I./Panzerregiment 130 met 3 compagnieën (3 Panther tank compagnieën (45 stuks))
- Panzergrenadierregiment 2113 met 2 bataljons
- Brigade-eenheden met nummer 2113

## Commandanten
| Rang                                      | Naam                          | Begin             | Eind              |
| ----------------------------------------- | ----------------------------- | ----------------- | ----------------- |
| Oberst postuum bevorderd tot Generalmajor | Freiherr Erich von Seckendorf | 2 september 1944  | 23 september 1944 |
| Oberst                                    | Arnold Burmeister             | 24 september 1944 | 1 oktober 1944    |